# James Carville
Chester James Carville jr. (St. Gabriel (Louisiana), 25 oktober 1944) is een Amerikaans politiek adviseur van de Democratische Partij. Carville werd bekend als een belangrijk adviseur en spindoctor van Bill Clinton tijdens zijn verkiezingscampagne voor de Amerikaanse presidentsverkiezingen van 1992. Clintons slogan tijdens die campagne, "It's the economy, stupid", wordt aan Carville toegeschreven.
In 2011 speelde hij zichzelf in de film The Muppets uit 2011, als cameo.
- Bibsys: 5029274
- CiNii: DA09979601
- Gemeinsame Normdatei: 141499028
- International Standard Name Identifier: 0000 0001 1571 5824
- Library of Congress Control Number: n94031245
- Nationale Bibliotheek van Letland: 000240766
- Nationale Bibliotheek van Tsjechië: mub2016900602
- Nationale Bibliotheek van Israël: 987007583206105171
- Nederlandse Thesaurus van Auteursnamen: 301191476
- SNAC: w6zc8sj1
- Système universitaire de documentation: 108969770
- Virtual International Authority File: 58305114
- WorldCat: E39PBJmxWKgYcvMBvWGWGKBVmd